# 키즐랴르 교회 총격 사건

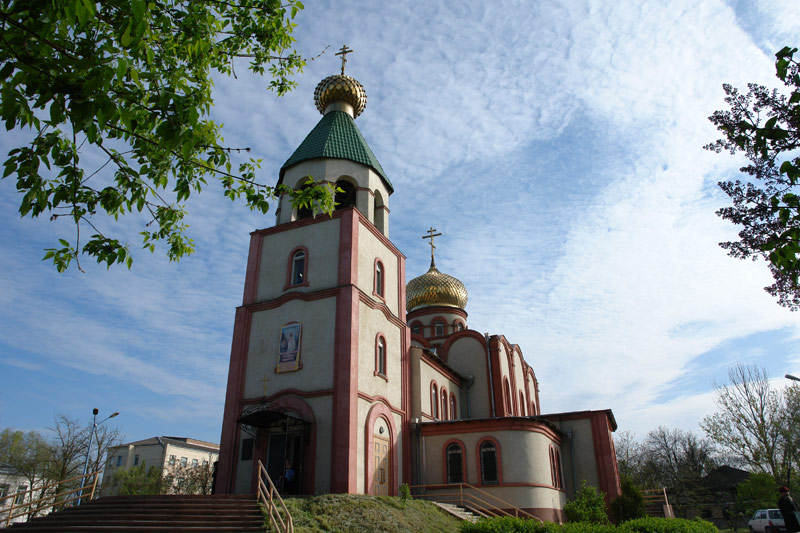

키즐랴르 교회 총격 사건에 관한 문서이다.
2018년 2월 18일, 러시아 남부 다게스탄 공화국 출신의 22세 남성이 칼과 이중 총신 산탄총을 들고 다게스탄의 키즐랴르에 있는 정교회에서 군중을 향해 총격을 가해 여성 5명이 사망하고 여러 명이 부상을 입었다. 경찰 2명과 다른 3명을 포함한 사람들이다. 해당 남성은 근처에서 근무하던 경찰의 총에 맞아 사망했다.
이번 공격은 교회 신자들이 동방 정교회 달력에 따라 사순절 전 마지막 날을 기념하는 기독교 명절인 마슬레니차 주간의 마지막 날인 용서의 일요일을 기념하면서 발생했다.
이라크 레반트 이슬람 국가(IS)는 이 남성을 자국 군인 중 한 명으로 칼릴 알다게스타니로 지명했다. 경찰은 그에게 칼릴 칼릴로프(Khalil Khalilov)라는 이름을 붙였다. 친IS 소셜 미디어는 나중에 산탄총과 칼을 들고 복면을 쓴 남자가 살인자로 알려진 영상을 공유하며 아부 바크르 알바그다디에게 충성을 맹세했다.